# Vilanova d’Alcolea

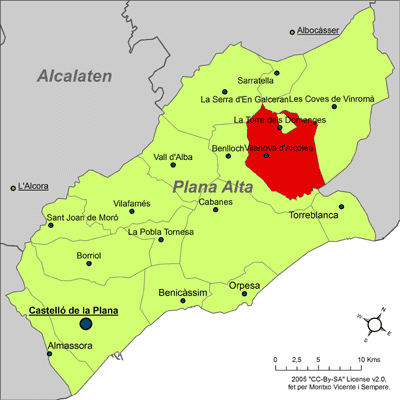
Położenie gminy na mapie comarki Plana Alta.

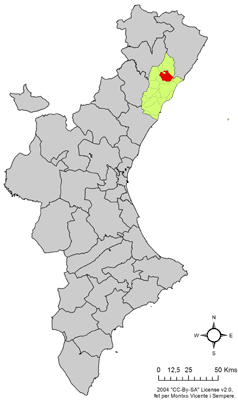
Położenie gminy na mapie Walencji.

Flaga gminy.

Vilanova d’Alcolea (hiszp. Villanueva de Alcolea) – gmina w Hiszpanii, we wspólnocie autonomicznej Walencja, w prowincji Castellón, w comarce Plana Alta.
Powierzchnia gminy wynosi 13,08 km². Zgodnie z danymi INE, w 2006 roku liczba ludności wynosiła 671, a gęstość zaludnienia 9,81 osoby/km². Wysokość bezwzględna gminy równa jest 344 metry. Współrzędne geograficzne gminy to 40°13'51"N, 0°4'18"E. Kod pocztowy do gminy to 12183.
Obecnym burmistrzem gminy jest José Manuel Rambla Saura z Hiszpańskiej Partii Ludowej. Od 18 do 30 sierpnia w gminie odbywają się regionalne fiesty.

## Dzielnice ipedanías
W skład gminy wchodzą dwie dzielnice i pedanías, walencyjskie jednostki administracyjne:
- Mas de Calaf
- Pascualets

## Demografia
| 1990 | 1992 | 1994 | 1996 | 1998 | 2000 | 2002 | 2004 | 2005 | 2006 |
| ---- | ---- | ---- | ---- | ---- | ---- | ---- | ---- | ---- | ---- |
| 804  | 717  | 697  | 669  | 632  | 639  | 655  | 637  | 637  | 671  |